# Sawao Kato
Sawao Kato (加藤 沢男), född 11 oktober 1946 i Niigata prefektur, är en japansk gymnast och en av de mest framgångsrika idrottarna i olympiska spelens historia. På tre olympiader fick han tolv medaljer, däribland åtta guldmedaljer. Han är en av bara tolv idrottare att ha vunnit åtta eller fler guldmedaljer, och är därmed en av de mest framgångsrika gymnasterna i de olympiska spelens historia (tillsammans med bland andra Nikolaj Andrianovs 7 guld och 15 totalt, Boris Sjachlins 7 guld och 13 totalt och Takashi Onos 5 guld och 13 totalt). 
Han är både den gymnast och den japanske olympier med flest guldmedaljer, och är en medalj från att ha flest medaljer totalt av de japanska olympierna (slås av Takashi Ono med en medalj). 2001 blev han invald i International Gymnastics' Hall of Fame. Han är för närvarande professor vid Tsukubas universitet.